# 1892
- Wikisource

| Calendário gregoriano                                                        | 1892 MDCCCXCII                      |
| Ab urbe condita                                                              | 2645                                |
| Calendário arménio                                                           | 1341 – 1342                         |
| Calendário bahá'í                                                            | 48 – 49                             |
| Calendário budista                                                           | 2436                                |
| Calendário chinês                                                            | 4588 – 4589 Início a 30 de janeiro  |
| Calendário copta                                                             | 1608 – 1609                         |
| Calendário etíope                                                            | 1884 – 1885                         |
| Calendários hindus - Vikram Samvat - Calendário nacional indiano - Cáli Iuga | 1947 – 1948 1813 – 1814 4992 – 4993 |
| Calendário Holoceno                                                          | 11892                               |
| Calendário islâmico                                                          | 1310 – 1311                         |
| Calendário judaico                                                           | 5652 – 5653                         |
| Calendário persa                                                             | 1270 – 1271 Início a 20 de março    |
| Calendário rúnico                                                            | 2142                                |
| Calendário solar tailandês                                                   | 2435                                |

1892 (MDCCCXCII, na numeração romana) foi um ano bissexto do século XIX do actual Calendário Gregoriano, da Era de Cristo, e as suas letras dominicais foram C e B (52 semanas), teve início a uma sexta-feira e terminou a um sábado.
| Ano completo                          |
| ------------------------------------- |
| Ano bissexto com início à sexta-feira |

## Eventos
- A rainha de Portugal Amélia de Orleães funda o Instituto de Socorros a Náufragos.
- Inauguração da Faculdade de Direito da UFMG.
- Goiana é elevada a município.
- Publicação do folheto “A Independência Açoriana” e o seu “Fundamento”, da autoria de António de Ávila Gomes.

### Janeiro
- 1 de janeiro - Ilha Ellis começa a receber imigrantes para os Estados Unidos.

### Fevereiro
- 2 de fevereiro - Inaugurado o Porto de Santos o principal porto brasileiro, o maior complexo portuário da América Latina e um dos maiores do mundo.
- 16 de fevereiro - Emancipação do município brasileiro de Areia Branca.

### Março
- 25 de março Fundação do município de Ponta Porã.
- 31 de março - Composição do hino da Independência dos Açores que não chegou a ser tornado público.

### Abril
- 6 de abril - Manifesto contra o presidente do Brasil Floriano Peixoto por 13 generais, o qual é respondido com prisões.
- 27 de abril - Elevação da Diocese do Rio de Janeiro à categoria de arquidiocese, pelo Papa Leão XIII.

### Maio
- 12 de maio – Entrega (simbólica) do canhão "Long Tom" existente no Forte de Santa Cruz da Horta, cidade da Horta, ao ministro dos E.U.A.

### Junho
- 3 de junho Fundação do Liverpool Football Club.
- 28 de junho - Inauguração do Elevador da Bica em Lisboa.

### Outubro
- 28 de outubro - Estreia um dos primeiros filmes de animação do mundo, Le Clown et ses chiens

### Novembro
- 6 de novembro - Inauguração do Viaduto do Chá na cidade de São Paulo.
- 8 de novembro – D. Carlos I de Portugal cria o título nobiliárquico de Barão de Inhaca, em Moçambique

### Dezembro
- 18 de dezembro - Estreia de O Quebra-Nozes (balé) no Teatro Mariinsky, em São Petersburgo.

## Nascimentos
- 1 de janeiro - Manuel Roxas, presidente das Filipinas de 1946 a 1948 (m. 1958)
- 3 de janeiro - J.R.R. Tolkien, escritor inglês, autor d'O Senhor dos Anéis. (m. 1973)
- 14 de janeiro - Martin Niemöller, pastor luterano alemão. (m. 1984)
- 18 de janeiro - Oliver Hardy, ator americano. (m. 1957)
- 26 de janeiro - Zara Cully, atriz americana (m. 1978).
- 28 de janeiro - Ernst Lubitsch, ator e diretor de cinema alemão. (m. 1947)
- 31 de janeiro - Eddie Cantor, cantor e ator americano. (m. 1964)
- 6 de fevereiro - William Parry Murphy, físico americano. (m. 1987)
- 9 de fevereiro - Peggy Wood, atriz e cantora americana (m. 1978).
- 27 de março - António Assis Esperança, escritor e jornalista português (m. 1975) [1]
- 28 de março - Corneille Jean François Heymans, fisiologista belga. (m. 1968)
- 30 de março - Stefan Banach, matemático polonês (m. 1945)
- 8 de abril - Mary Pickford, atriz canadense. (m. 1979)
- 20 de abril - Harold Lloyd, actor  e humorista estadunidense (m. 1971)
- 23 de abril - Francisco Cavalcanti Pontes de Miranda, jurista, filósofo, diplomata e escritor brasileiro (m. 1979)
- 2 de maio - Manfred von Richthofen, o Barão Vermelho, piloto de avião alemão (m. 1918)
- 3 de maio - George Paget Thomson, físico britânico. (m. 1975)
- 9 de maio - Zita de Bourbon-Parma, última imperatriz da Áustria e rainha da Turquia. (m. 1989)
- 25 de maio - Josip Broz Tito, presidente da República Popular Federal da Jugoslávia de 1953 a 1963 e presidente da República Socialista Federativa da Jugoslávia de 1963 a 1980 (m. 1980).
- 21 de junho - Reinhold Niebuhr, teólogo norte-americano (m. 1971).
- 15 de julho - Walter Benjamin, filósofo alemão (m. 1940).
- 23 de julho - Haile Selassie, imperador da Etiópia (m. 1975).
- 29 de julho - William Powell, ator americano. (m. 1984)
- 6 de agosto - Frank Tuttle, cineasta estadunidense (m. 1963).
- 9 de agosto - Shiyali Ramamrita Ranganathan, bibliotecário e matemático indiano (m. 1972)
- 15 de agosto - Louis de Broglie, físico francês. (m. 1987)
- 16 de agosto - Otto Messmer, Criador do Gato Félix. (m.1983)
- 4 de setembro - Darius Milhaud, compositor e professor francês (m. 1974)
- 6 de setembro - Edward Victor Appleton, físico inglês. (m. 1965)
- 10 de setembro - Arthur Holly Compton, físico americano. (m. 1962)
- 4 de outubro
  - Engelbert Dollfuss, chanceler austríaco (m. 1934)
  - Assis Chateaubriand, jornalista e empresário brasileiro (m.1968)
- 27 de outubro - Graciliano Ramos, escritor brasileiro (m. 1953).
- 5 de novembro - J. B. S. Haldane, geneticista e biólogo britânico. (m. 1964)
- 15 de novembro - Enrique Peñaranda del Castillo, presidente da Bolívia de 1940 a 1943 (m. 1969).
- 22 de novembro - Emma Faust Tillman, cidadã norte-americana,era a pessoa mais velha do planeta à data da sua morte (m. 2007).
- 4 de dezembro - Francisco Franco, militar e ditador espanhol. (m. 1975)
- 15 de dezembro - Raimundo Irineu Serra, seringueiro, fundador da doutrina do Santo Daime (m. 1971).
- 26 de dezembro - Don Barclay, ator, artista e caricaturista americano (m. 1975).

## Mortes
- 14 de janeiro - Alberto Vitor, Duque de Clarence e Avondale, membro da Família Real Britânica (n. 1864).
- 21 de janeiro - John Couch Adams, astrônomo britânico (n. 1819).
- 25 de janeiro - Ludovica da Baviera, princesa da Baviera (n. 1808).
- 31 de janeiro - Charles Haddon Spurgeon, pregador batista britânico (n. 1834).
- 29 de maio - Bahá'u'lláh, fundador da Fé Bahá'í (n. 1817).
- 2 de junho - James Brunlees, engenheiro civil inglês (n. 1816).
- 23 de agosto - Manuel Deodoro da Fonseca, 1° Presidente do Brasil (n. 1827).
- 14 de setembro - Acurcio Garcia Ramos, foi um político, médico e escritor português (n. 1834)
- 25 de outubro - Gustave Rumbelsperger, naturalista francês, morreu no Rio de Janeiro aos 78 anos (n.1814)
- 22 de novembro - José Pereira Rego, Barão do Lavradio, médico-cirurgião e homem público falece no Rio de Janeiro aos 76 anos (n.1816).
- 6 de dezembro - Werner von Siemens, inventor e industrial alemão (n. 1816).
- 18 de dezembro - Richard Owen, biólogo britânico (n. 1804).

## Por tema
- 1892 na arte
- 1892 no Brasil
- 1892 na ciência
- 1892 no cinema
- 1892 no desporto
- 1892 no jornalismo
- 1892 na literatura
- 1892 na música
- 1892 na televisão